# Muralla púnica de Cartagena
La muralla púnica de Cartagena es un yacimiento arqueológico del siglo III a. C. situado en la ciudad de Cartagena, en la Región de Murcia. En él, se pueden contemplar el primer encintado murario de la ciudad y uno de los pocos restos de construcciones defensivas púnicas que han llegado hasta la actualidad en España. La obra de ingeniería cartaginesa fue testigo de uno de los episodios más importantes de la Antigüedad en el mar Mediterráneo: la segunda guerra púnica. Actualmente se encuentran en buen estado de conservación, gracias a la musealización del conjunto. 

## Historia
En el año 227 a. C. el general cartaginés Asdrúbal el Bello fundó la ciudad de Qart Hadasht, probablemente sobre un primitivo asentamiento ibérico denominado Mastia. La ciudad se ubicaba sobre una península en medio de una bahía y contaba con cinco colinas, dos de las cuales se situaban a la entrada del istmo, por lo que presentaba una situación inmejorable para la defensa militar.
Fue en este contexto, en la breve época de dominio púnico de Cartagena (227-209 a. C.), cuando se decidió reforzar la capital de los Bárcidas en Iberia con una muralla que rodease el asentamiento. La presencia de esta fortificación fue decisiva para impedir un asalto romano dirigido por los hermanos Cneo y Publio Cornelio Escipión en 216 a. C., empezada ya la segunda guerra púnica.
Sin embargo, con la llegada del general Escipión el Africano, los muros consiguieron contener solo durante un corto tiempo al enemigo. El romano asedió la plaza por tierra y mar, y aprovechando su superioridad numérica sorteó a los defensores apostados en las murallas y conquistó Qart Hadasht tras una dura batalla, significando el principio del fin del poder cartaginés en el sur de la península ibérica

## Arquitectura
La muralla sigue modelos helenísticos: está compuesta de un doble paramento paralelo de tabaire (piedra arenisca extraída de las canteras locales) que conserva una altura de más de tres metros.
Los restos de la muralla púnica que se puede contemplar hoy pertenecen justamente a los del lienzo del tramo que se extendía a la entrada del istmo, entre las cerros de San José y monte Sacro (en la Antigüedad llamados de Aletes y Baal, respectivamente). Durante las excavaciones se hallaron indicios de un incendio provocado, posiblemente durante la batalla o el saqueo que la siguió.
Actualmente los restos pueden visitarse gracias al Centro de Interpretación de la Muralla Púnica, perteneciente al consorcio turístico Cartagena Puerto de Culturas; edificio que protege sus restos y que recrea mediante la arquitectura más contemporánea el alzado original de esta construcción defensiva.